# Andreas Maislinger
Pour les articles homonymes, voir Maislinger.
Andreas Maislinger, né en 1955, près de Salzbourg, est le fondateur du Service autrichien de la Mémoire, Gedenkdienst.

## Biographie
Il a fait ses études de sciences politiques et de droit à Salzbourg, et l’histoire de l’Europe de l’Est à Vienne. En 1980 M. Maislinger est reçu docteur, ayant préparé sa thèse sur le sujet Des problèmes de la politique de défense autrichienne. En 1982 il fit partie des fondateurs de la Commission des associations indépendantes pour la paix de l’Autriche, et en 1986 de la société autrichienne-israélienne dans le Tyrol.
Depuis 1992 M. Maislinger est le gérant scientifique des Journées de l'histoire contemporaine de Braunau Braunauer Zeitgeschichte-Tage qui ont lieu une fois par an à Braunau, sur l’Inn.
Il est le fondateur du Service autrichien de la Mémoire, dont il était le gérant jusqu’en 1997. M. Maislinger s’est engagé pour l’adoption par la loi de cette alternative au service militaire, qui a comme but d’informer sur l’Holocauste.
En 1998, il a fondé l'Association pour les services à l’étranger. M. Maislinger écrivait aussi des chroniques pour deux journaux jusqu’en 1996.

## Distinctions
En 2005 président fédéral Heinz Fischer lui a décerné l'insigne d’honneur en argent pour services rendus à la République d'Autriche.
Le 19 mars 2008, le Centre de la mémoire d'Oradour-sur-Glane a accueilli la première délégation officielle d’Autriche, et notamment M. Maislinger. Robert Hébras, un des deux derniers survivants du massacre, a effectué la visite guidée des ruines du village martyr. Deux jours avant, le prix autrichien pour la mémoire de l'Holocauste lui a été remis par l'ambassadeur Hubert Heiss à l'ambassade d’Autriche à Paris.
En 2011 il reçoit le prix Elfriede-Grünberg.